# 위 아 엑스
《위 아 엑스》(We Are X)는 일본의 록 밴드 X JAPAN과 공동 설립자, 드러머, 피아니스트, 그리고 리더 요시키에 관한 2016년 다큐멘터리 영화이다. 스테판 키작 감독이 연출한 이 영화는 1월 23일 2016년 선댄스 영화제에서 초연되었다. 이 영화는 밴드의 역사, 일본 음악과 사회에 대한 그들의 영향, 1997년 해체와 2007년 재회, 그리고 해외에서 성공을 거두려는 그들의 시도를 다룬다. 그것은 또한 X JAPAN의 보컬 토시와 함께 요시키의 어린 시절, 요시키가 10살이었을 때 요시키의 아버지의 자살, 밴드의 두 멤버의 죽음(히데와 타이지), 그리고 요시키의 다양한 건강 문제를 다루고 있다.
《위 아 엑스》는 음악을 만드는 데 있어서 고통의 역할과 같은 어려운 주제를 다루며 일부 비평가들로부터 찬사를 받은 반면, 다른 비평가들은 이 영화가 전체적으로 요시키보다는 요시키에게 너무 많은 관심을 집중하고 있다고 비판했다. 이 영화는 세계 영화 다큐멘터리 대회에서 선댄스 영화제 최우수 편집상을, 사우스 바이 사우스웨스트 관객상을 타이틀 디자인 우수상을 수상했다. 이 영화의 사운드트랙은 영국 록 & 메탈 음반 차트에서 정점을 찍었고 주요 영국 음반 차트에 진입한 첫 X JAPAN 음반이 되었다.

## 줄거리
X JAPAN의 이야기는 이 밴드의 앞잡이, 드러머, 피아니스트, 작곡가인 요시키의 삶을 통해 2014년 10월 11일 메디슨 스퀘어 가든에서 그들의 공연까지 전해진다. 그것은 그가 4살 때 처음 만난 보컬리스트 토시와의 어린 시절 우정을 따른 것이다. 어렸을 때, 요시키는 선물로 악기를 받았고, 그 결과 그는 피아노 치는 법을 배우고 클래식 음악에 관심을 갖게 되었다. 요시키가 10살이었을 때 그의 아버지는 자살했다. 그 후, 요시키의 어머니는 그에게 그의 좌절감을 음악적으로 전달할 수 있는 드럼 키트를 주었고, 그것은 그가 록 음악으로 가는 길을 추구하도록 이끌었다. 성인이 되었을 때 토시와 함께 도쿄로 건너가 밴드 X JAPAN을 결성했고, 그것은 또한 정교한 헤어 스타일과 화려한 의상을 특징으로 하는 패션과 음악 운동인 비주얼계의 발전을 가져왔다. 그 후, 이 그룹은 원래의 베이시스트인 타이지의 해고와 같은 밴드의 문제들과, 요시키의 산소 탱크가 무대 뒤에서 보관될 정도로 심한 북과 천식 동안 목 보호대를 착용해야 하는 것을 포함한 건강 문제를 다룬다.

## 캐스팅
- 요시키
- 토시
- 파타
- 히스
- 히데
- 타이지
- 스기조